# 半島電視台英語頻道
半島電視台英語頻道（Al Jazeera English），是全球第一家总部位于中东地区的24小时英语新闻频道，总部位于卡塔尔多哈，也是全球三大24小时英文新闻频道之一（另外两家是英國廣播公司世界新聞頻道（BBC World News）和美国有線電視新聞網國際新聞網絡（CNN International）。半島電視台英語頻道是半岛电视台（阿拉伯语）的姐妹频道。
该台播出的节目都以高清製作為主，包括新闻以及时事分析、纪录片、现场辩论、时事及体育节目。該台摒弃过往新闻频道采用的“中心指挥”的方式，取而代之的是由其设在多哈、吉隆坡、伦敦、华盛顿特区的制作中心“接力式”的制作新闻，被戏称为“跟着太阳跑”，也希望提供包括地区性的声音以及全球性观点给非英美观点的超过十亿英语使用者的潜在市场中的观众。
2008年6月，該台節目《News Hour》榮獲第48屆蒙地卡羅電視展最佳24小時新聞節目大獎。

## 频道理念

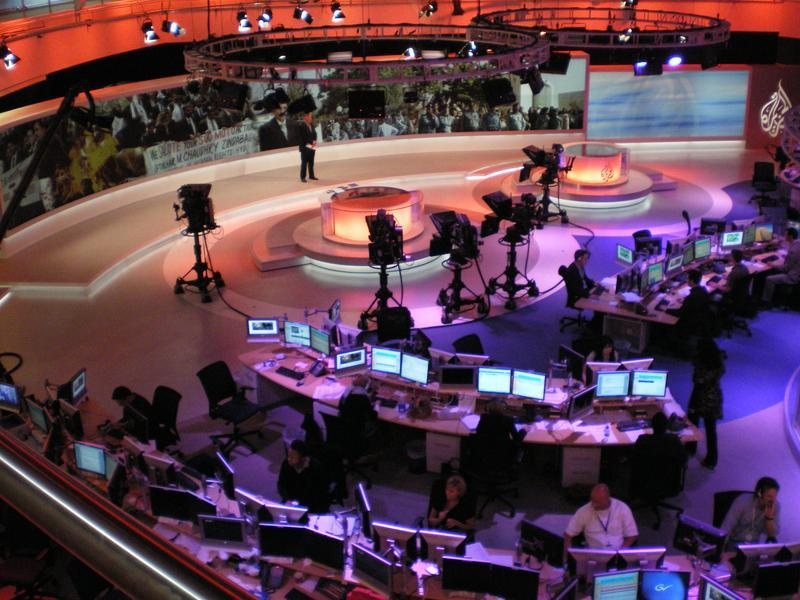
半島電視台英語頻道的新聞播報及編輯室

半岛英文台曾表示将着重报道来自发展中国家的新闻，将会“reversing the North to South flow of information（扭轉由北到南的資訊流）” 以及“setting the news agenda（設定新聞議題）”。“Setting The News Agenda”更成为该频道的主要宣传口号。包括媒体学者Adel Iskandar在内的一些观察家认为，即使整个半岛电视台仍在世界许多地区被认为是非常主流的，但这种关注点将使半岛英文台变成西方观众眼中全球新闻网的“另类选择”。另外，半岛英文台其他的口号还包括：“EVERY ANGLE | EVERY SIDE（所有角度、所有勢力）”、“ALL THE NEWS | ALL THE TIME（全部新聞、全部時間）”、“fearless journalism（無畏新聞）”、“Support World Press Freedom（支持世界新闻自由）”以及“If it's newsworthy, it gets on air, whether it's Bush or Bin Laden.（若它有新聞價值，它就會被播出，不管它是和布希還是賓·拉登有關）” 。

## 节目
频道中的固定及带状节目：
- Frost Over the World - 由大卫·弗罗斯特爵士（Sir David Frost）主持的周播节目，以主持人姓氏命名，该节目在伦敦制作；“Frost Over the World将多种领域嘉宾齐聚一堂，讨论一周时事。”（Frost Over the World brings together a diverse range of guests to discuss the week’s current affairs.）
- Riz Khan - 由Riz Khan主持的日播（周一至周四）观众参与的直播谈话节目。该节目以主持人Riz Khan命名，观众可透过电话、电子邮件、短信及传真的方式直接向世界领袖、新闻人物、及各界名流提问。主持人Riz Khan是享誉国际的知名记者，曾在CNN主持同类谈话节目《有话直说》（Q&A with Riz Khan）。该节目在国际标准时间（GMT）每周一至周四19：00于美国首都华盛顿直播。
- Riz Khan's One on One - 主持人Riz Khan每周与一位嘉宾进行访谈。
- The Listening Post - 盘点各国际性新闻社发出的新闻并刊登观众爆料。
- The Stream - 社交媒体信息节目。

## 开播及落地
半岛英文台于2006年11月15日开播。他们原先的目标是希望在2006年六月开始向全球广播，但由于频道的高清摄像机和控制室等设备尚未准备好，因此不得不推迟频道的开播。频道原本被称为半岛国际台（Al Jazeera International），但名称在开播前一天变更。频道原计划在4千万个家庭落地，但实际情况远远超出开播时的预期，至2017年，已进入全球超過3億个家庭。2023年，由于预算缩减，半岛电视台英文频道关闭了位于碎片大厦的伦敦制作中心的直播业务，此前半岛电视台已经关闭了吉隆坡和华盛顿特区制作中心的直播。直播中心的关闭预计不会影响报道英国新闻的英国记者和摄制组，伦敦中心将继续制作脱口秀和纪录片。伦敦制作中心的直播将转回多哈总部。

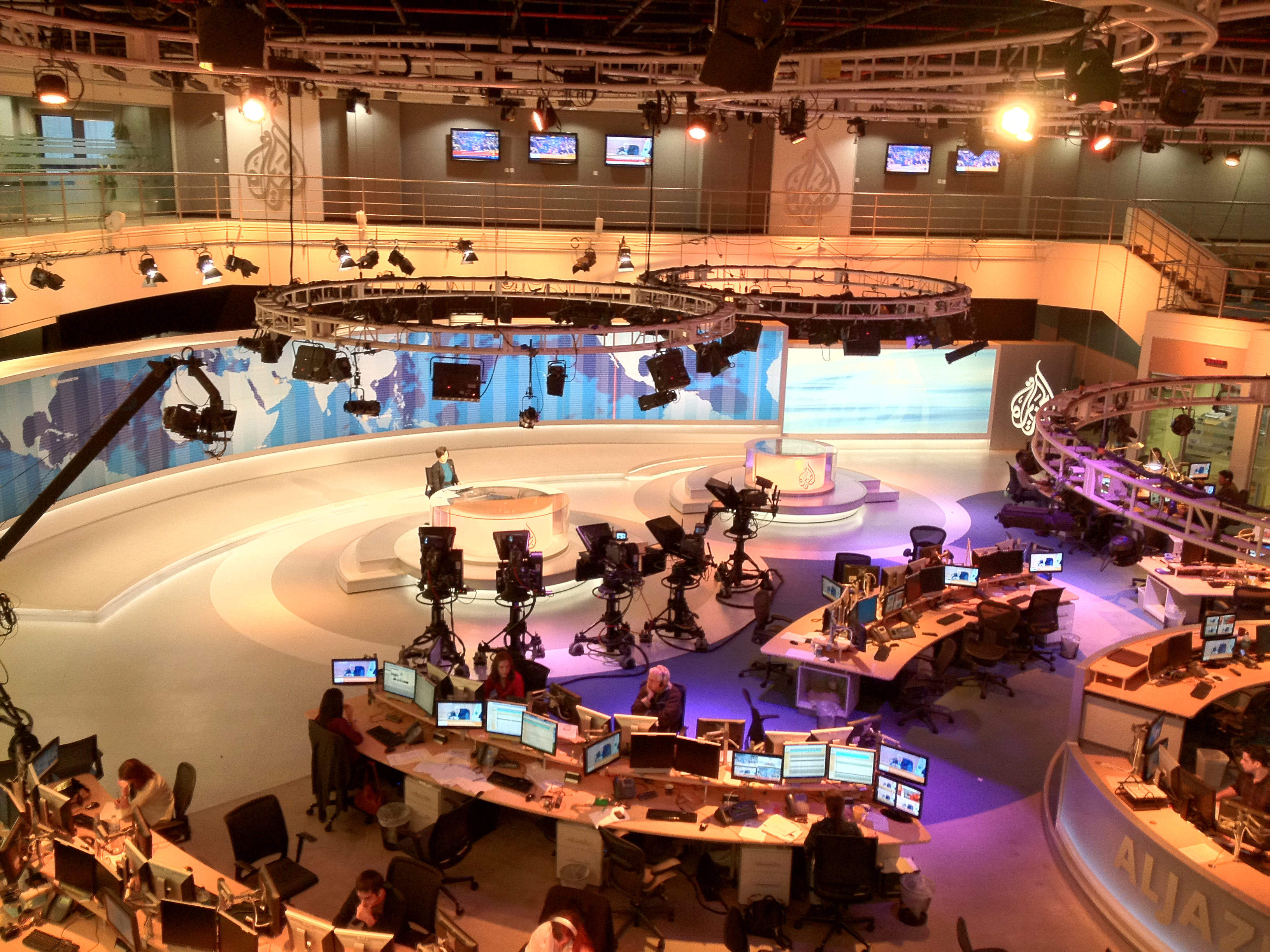
多哈新聞直播中心
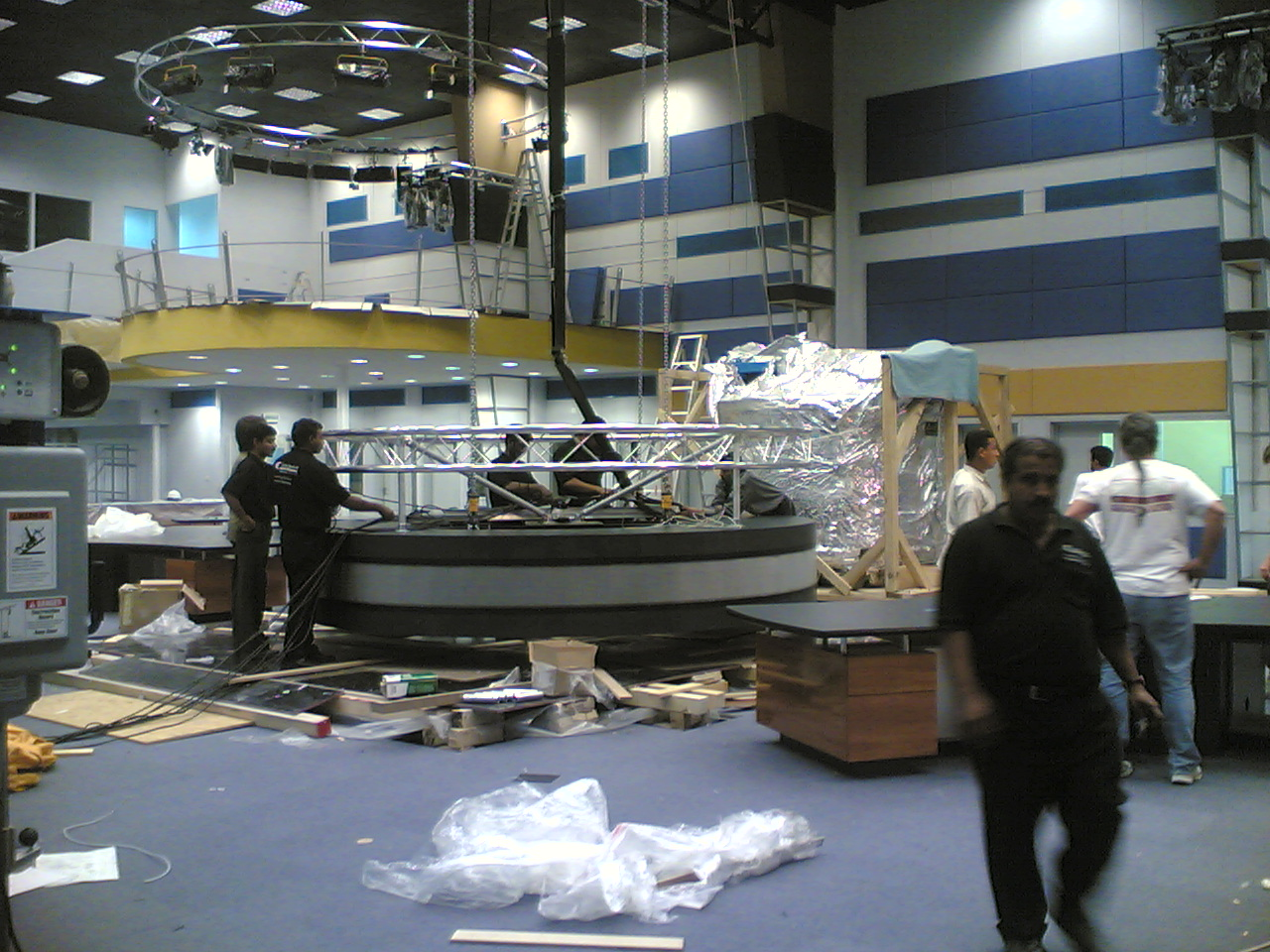
正在建設中的多哈新聞中心總部
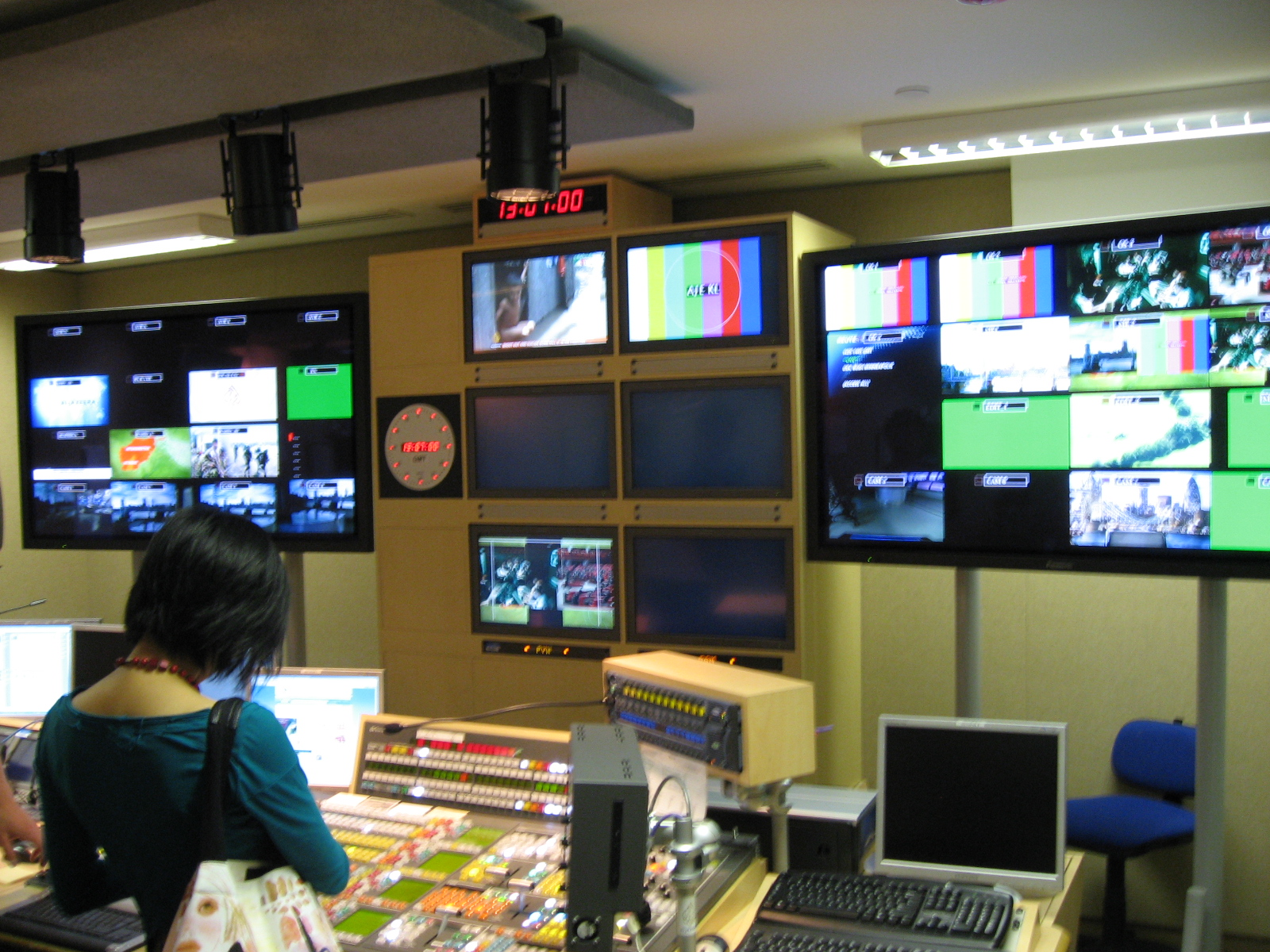
倫敦新聞中心控制室1
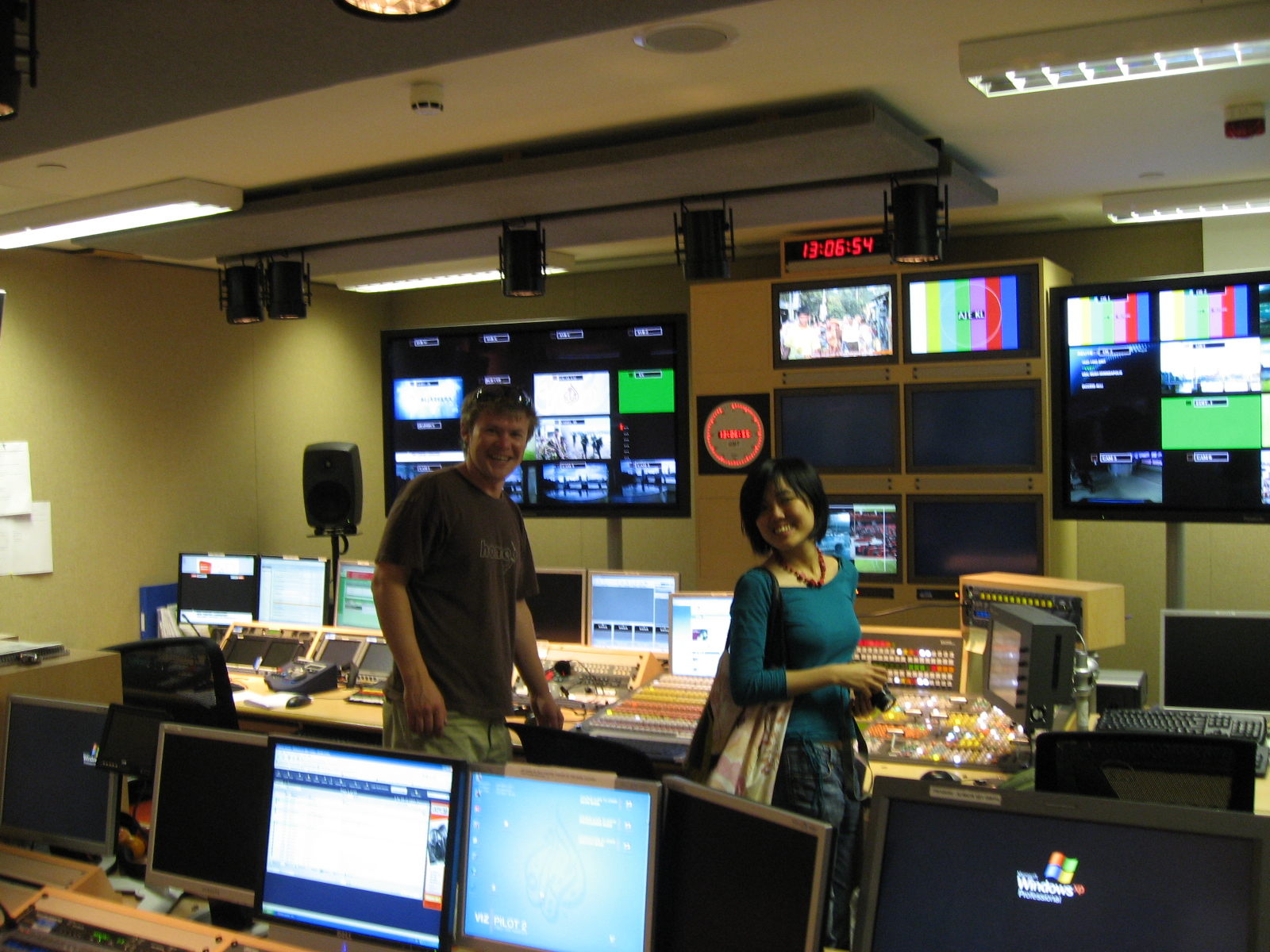
倫敦新聞中心控制室2
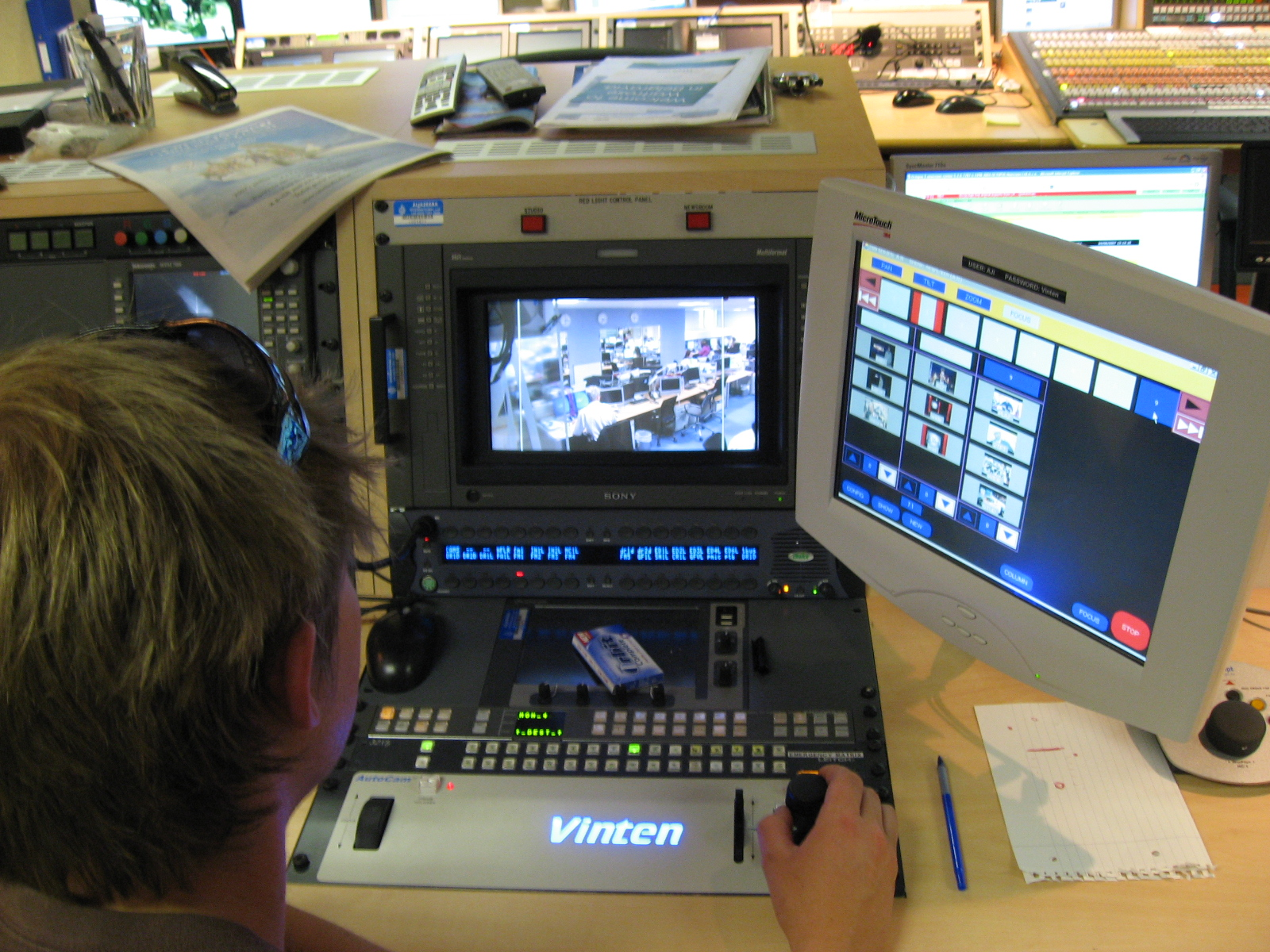
位於倫敦新聞中心的攝影機遙控控制裝置

## 现任主持人

### 新闻和节目
- Sami Zeidan
- Darren Jordon
- Folly Bah Thibault
- Laura Kyle
- Dareen Abughaida
- Adrian Finighan
- Richard Gizbert
- Nick Clark
- Cyril Vanier
- Robin Matheson
- Nastasya Tay
- Tom McRae
- Elizabeth Puranam
- Josh Rushing
- Steve Clemons
- Marc Lamont Hill

### 体育
- Andrew Richardson
- Joanna Gasiorowska
- Sana Hamouche
- Farrah Esmail
- Peter Stemmet
- Gemma Nash

### 天气
- Everton Fox
- Rob McElwee
- Cara Legg

## 各地播放情况

### 香港
香港电讯盈科旗下免费英语電視频道ViuTVsix会在逢周一至周五下午15:00-15:30转播半岛电视台的节目《Al Jazeera News Live》，以瀰補英語节目不足的情況，而主頻道可透過衛星傳送或者透過收費電視平台香港有線電視、Now TV和myTV SUPER免費收看。